# Esteban II Šubić
Esteban II Šubić de Bribir (en croata: Stjepko II. Šubić Bribirski; fallecido alrededor de 1265), fue un aristócrata croata de la noble familia Šubić, príncipe (knyaz) de Bribir y Trogir. Era hijo de Esteban I Šubić, hermano de Jacobo I Šubić y sobrino de Gregorio III Šubić. Después de la muerte de su padre, se enfrentó con su primo Marcos II Šubić por la preponderancia en la familia Šubić. Fue duque de Trogir desde 1238 hasta 1250, señor de Sibenik en 1242 y príncipe de Bribir desde 1246 hasta 1247. Se distinguió en combate contra los mongoles en 1242. En 1251, recibió del rey Bela IV de Hungría la confirmación de Bribir como una posesión hereditaria.
Jugó un papel decisivo en la preparación del aumento de poder de la familia Šubić, que continuó con sus hijos Pablo I, Jorge I y Mladen I. Además de estos, tuvo dos hijas, Stanislava y Jelena. 